# 彭刘村 (章丘市)
彭刘村,中华人民共和国山东省济南市章丘市水寨镇所辖的一个行政村。总人口1207，其中男性596人，女性611人；农业户口1184人，非农业人口23人；18岁以下人口252人，18-35岁人口281人，35-60岁人口485人，60岁以上人口189人（2006年）。耕地面积158公顷（2006年）。行政区划代码370181106210。